# Genomslående tunga
En genomslående tunga, också kallad fritunga och frisvängande tunga, är på vissa blåsinstrument en tonalstrande tunga som vibrerar fritt genom det hål den sitter fästad över, och som den bara nästan täcker. Så brukar stämmorna vara konstruerade i harmonier, munspel och dragspel. Tungorna där är gjorda av metall. Motsatsen är en påslående tunga. De genomslående rörbladen på kinesiska instrument som munorgel (sheng) och hulusi brukar också kallas tungor.